# Arteria toracodorsal
La arteria toracodorsal, también conocida como rama interna o torácica de la arteria subescapular (o escapular interna) (TA: arteria thoracodorsalis) es una arteria que nace en la arteria escapular inferior o subescapular. No presenta ramas.

## Trayecto y distribución
Desciende sobre el músculo serrato anterior, posterior a la arteria torácica lateral; se distribuye en los músculos intercostales, serrato anterior, dorsal ancho y la piel de la pared lateral del tórax.
- Datos: Q707638